# Железничка станица Битољ
Железничка станица „Битољ“ налази се у Републици Македонији, на краку Д паневропског коридора 10. Направљена је за време Османског царства крајем XIX века као дел железничке пруге Битољ — Солун, који је требало да повеже два одважна градова у европском делу Османског царства.

## Историја
1911. Битољ је доживео прву посету султана Мехмед V.. Касније је изграђен и део Прилеп — Велес. Директан промет према Солуну је затворен 1984. године. Са железницом се од Битоља до Солуна стиже преко Ђевђелије (преступање код Велеса).
Пруга Градско—Битољ

Србија је због економско-привредног па и политичког значаја већ 1913 планирала да изгради пругу нормалног колосека.
Пругу су започеле да граде Централне силе у првом светском рату, за потребе војске. Изграђена је до близине Прилепа и нешто од Прилепа до Битоља, у дужини 54 км. Ширина колосека је била 60 цм (узани колосек). Приликом одступања Немци и Бугари пругу су порушили. Дирекција је 16. јануара 1920. за ову пругу образовала Секцију са задатком да пругу поправи. Пруга је дана у саобрачај 4. јула 1920. Дужина пруге износила је 134,8 км. Касније их је заменила пругама нормалног колосека.

## Галерија
- Изглед са Железничког булевара, данас улица Николе Тесле (пре 1912)
- Станица за време Првог светског рата (1914-1917). Једно време (1915-1916) била је под окупацијом Централних слиа (Бугара)
- Од бугарско-немачких граната оштечена станица 1917., која је већ била у рукама Антанте али због близине фронта станица није коришћена (поглед са спољне стране, данас са улице Никола Тесла)
- Изглед станице данас (2007), поглед са унутрашњости станице
- Бранислав Нушић, Илија Гојковић и министар Кушановић на станици (1912)